# Aengtabar
Aengtabar is een bestuurslaag in het regentschap Bangkalan van de provincie Oost-Java, Indonesië. Aengtabar telt 1669 inwoners (volkstelling 2010).